# R136c

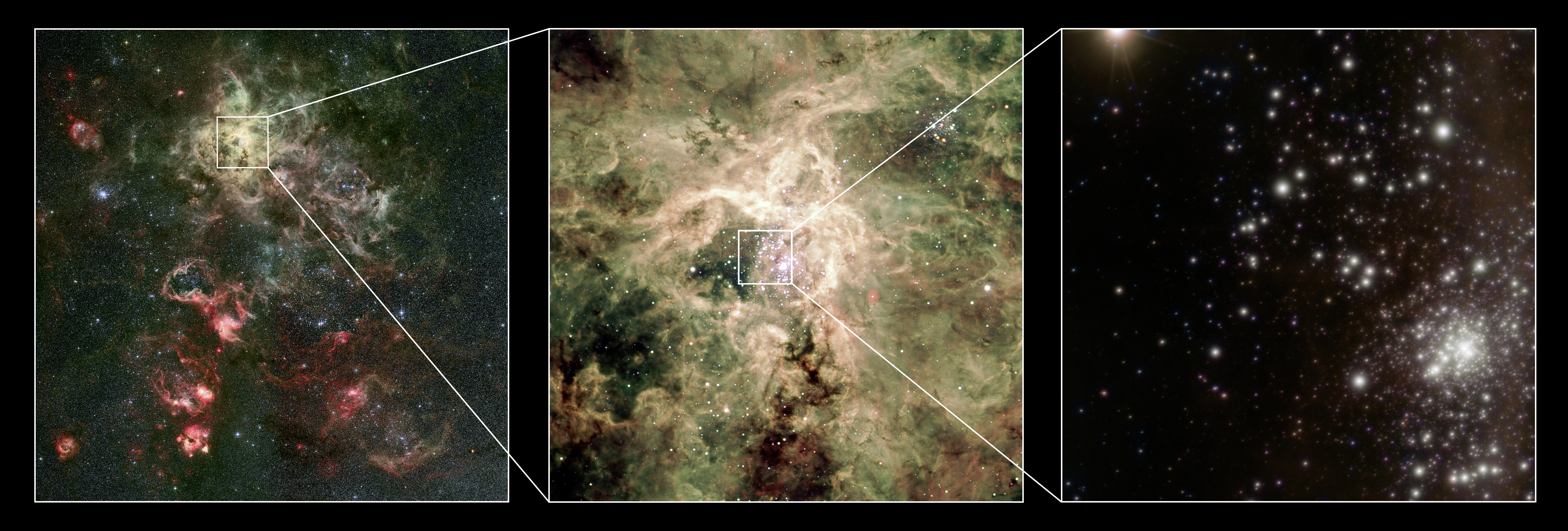
Den ljusa stjärnan till vänster om klusterkärnan är R136c. Foto: ESO/VLT

R136c eller RMC 136c, är en ensam stjärna och en Wolf-Rayet-stjärna belägen i Stora magellanska molnet (LMC) i södra delen av stjärnbilden Svärdfisken. Den ligger i R136, en tät knut av stjärnor i mitten av NGC 2070, som är en öppen stjärnhop med en sammanlagd massa av 450 000 solmassor och innehåller 10 000 stjärnor. Den har en skenbar magnitud av ca 12,86 och kräver ett kraftfullt teleskop för att kunna observeras. Den beräknas befinna sig på ett avstånd av ca 163 000 ljusår (ca 50 000 parsec).  Det rör sig bort från solen med heliocentrisk hastighet av <200 km/s.

## Observation
R136c upplöstes först och namngavs av Feitzinger 1980, tillsammans med R136a och R136b. Det är starkt misstänkt att vara en dubbelstjärna, på grund av observation av hård röntgenstrålning som är typisk för kolliderande vindbinärer, men följeslagaren tros bara ge ett litet bidrag till den totala ljusstyrkan.
R136c har så stark utstrålning att den redan har förlorat en betydande del av dess ursprungliga massa, trots att den bara är några miljoner år gammal. Den befinner sig fortfarande effektivt i huvudserien och har kärnfusion av väte i dess kärna genom CNO-cykeln, men den har konvektionerade och blandade fusionsprodukter vid ytan och dessa skapar ett kraftfullt stjärnvind- och emissionsspektrum som normalt bara ses i högt utvecklade stjärnor.
Dess framtid beror på mängden massa den förlorar innan dess kärna kollapsar, men kommer sannolikt att resultera i en supernova. De senaste modellerna för evolution av en stjärna med metallicitet nära solens tyder på att de mest massiva stjärnorna exploderar som supernova av typen Ic med hög utkastning, även om olika utfall är möjliga för dubbelstjärnor. Några av dessa supernovor förväntas producera en typ av gammastrålning och den förväntade återstoden är ett svart hål.

## Egenskaper
R136c är en Wolf–Rayet-stjärna av spektraltypen WN5h och med en temperatur på 42 170 K, vilket gör den till en av de hetaste kända stjärnorna. Det är en av de mest massiva stjärnorna som är kända, med en massa på 142 solmassor, och den är en av de mest lysande stjärnorna som är kända, med en ljusstyrka på 3,8 miljoner gånger solens. Den extrema ljusstyrkan produceras av CNO-fusionsprocessen i dess högt komprimerade heta kärna. Typiskt för alla Wolf-Rayet-stjärnor, har R136c förlorat massa genom en stark stjärnvind med hastigheter över 2 000 km/s och massförlusthastigheter överstiger 10−5 solmassa per år.